# 해풍 김씨
해풍 김씨(海豊金氏)는 경기도 개풍군을 관향으로 한 한국의 성씨이다.

## 역사
시조 김숭선(金崇善)은 신라 대보공(大輔公) 김알지의 후예로, 고려조(高麗朝)에 예부상서(禮部尙書)를 지내고 해풍부원군(海豐府院君)에 봉해져, 후손들이 본관(本貫)을 해풍(海豊)으로 하였다.
후손 김시창(金始昌)은 조광조의 추천으로 참봉에 제수되었으나 나아가지 않았다. 명종 때 효절(孝節)의 시호가 내려지고 경렴서원과 송계서원에 제향되었다.

## 인물
- 김대(金岱): 문하평장사(門下平章事)를 지냈다.
- 김성(金城), 김수(金洙), 김상옥(金相玉): 조선조 훈련원정(訓鍊院正)을 지냈다.
- 김영(金煐): 공조판서(工曺判書)를 지냈다.
- 김혁(金爀), 김일(金鎰): 병마절도사(兵馬節度使)를 지냈다.
- 김건(金鍵): 어영대장(御營大將)을 지냈다.

## 분적
덕수 김씨와 정주 김씨로 분적하였다.

## 본관
해풍(海豊)은 황해도(黃海道) 개풍군(開豊郡)의 옛 비명(地名)으로 본래 고구려(高句麗) 때에는 정주(貞州)라 불렀다.
1018년(고려 현종 9) 정주(貞州)가 개성현(開城縣)에 속(屬)하였으나, 1108년(예종 3)승천부(昇天府)로 승격되었다가, 1310년(충선왕 2) 해풍군(海豊郡)으로 강등 되었다.
1398년(태조 7)에 덕수현(德水縣)이 병합(倂合)되고, 1413년(태종 13) 다시 개성부(開城府)에 합속되었다가, 1418년에 환원되었다. 1442년(세종 24) 덕수현(德水縣)과 합하여 풍덕군(豊德郡)으로 개편되고, 1649년(효종 1)에는 도호부(都護府)가 설치되었다. 1823년(순조 23) 개성(開城)에 병합되었다가, 1866년(고종 3)에 다시 복구되었다. 
1914년 군면 폐합으로 풍덕군(豊德郡)은 폐지되어 개성군(開城郡)에 통합되었다. 1930년 개성군(開城郡) 송도면(松都面)이 개성부(開城府)로 승격되면서 나머지 지역은 개성(開城)과 풍덕(豊德)이 합쳐서 개풍군(開豊郡)으로 개편되었다.